# العلاقات الفنزويلية الكندية
العلاقات الفنزويلية الكندية هي العلاقات الثنائية التي تجمع بين فنزويلا وكندا.

## مقارنة بين البلدين
هذه مقارنة عامة ومرجعية للدولتين:
| وجه المقارنة                                              | فنزويلا                                  | كندا                     |
| --------------------------------------------------------- | ---------------------------------------- | ------------------------ |
| المساحة (كم2)                                             | 916.45 ألف                               | 9.98 مليون               |
| عدد السكان (نسمة)                                         | 28.87 مليون                              | 35.70 مليون              |
| الكثافة السكانية (ن./كم²)                                 | 31.5                                     | 3.58                     |
| العاصمة                                                   | كاراكاس                                  | أوتاوا                   |
| اللغة الرسمية                                             | اللغة الإسبانية، لغة الإشارة الفنزويلية ‏ | لغة إنجليزية، لغة فرنسية |
| العملة                                                    | بوليفار فنزويلي                          | دولار كندي               |
| الناتج المحلي الإجمالي (بليون دولار)                      | 482.36 مليار                             | 1.65 تريليون             |
| الناتج المحلي الإجمالي (تعادل القوة الشرائية) بليون دولار |                                          | 1.59 تريليون             |
| الناتج المحلي الإجمالي الاسمي للفرد دولار أمريكي          |                                          | 43.25 ألف                |
| الناتج المحلي الإجمالي للفرد دولار أمريكي                 |                                          | 45.07 ألف                |
| مؤشر التنمية البشرية                                      | 0.762                                    | 0.913                    |
| رمز المكالمات الدولي                                      | +58                                      | +1                       |
| رمز الإنترنت                                              | .ve                                      | .ca                      |
| المنطقة الزمنية                                           | 00                                       |                          |

## مدن متوأمة
في ما يلي قائمة باتفاقيات التوأمة بين مدن فنزويلية وكندية:
- ترتبط ماراكاي مع سانت جونز باتفاقية توأمة.

## منظمات دولية مشتركة
يشترك البلدان في عضوية مجموعة من المنظمات الدولية، منها:
| علم المنظمة | اسم المنظمة                        | تاريخ انضمام فنزويلا | تاريخ انضمام كندا |
| ----------- | ---------------------------------- | -------------------- | ----------------- |
|             | الأمم المتحدة                      | 15 نوفمبر 1945       | 9 نوفمبر 1945     |
|             | منظمة التجارة العالمية             | ?                    | ?                 |
|             | منظمة الشرطة الجنائية الدولية      | ?                    | ?                 |
|             | الاتحاد الدولي للاتصالات           | 13 أغسطس 1920        | 1 يوليو 1908      |
|             | البنك الدولي للإنشاء والتعمير      | 30 ديسمبر 1946       | 27 ديسمبر 1945    |
|             | المنظمة الهيدروغرافية الدولية      | ?                    | ?                 |
|             | الاتحاد البريدي العالمي            | ?                    | ?                 |
|             | منظمة حظر الأسلحة الكيميائية       | ?                    | ?                 |
|             | مؤسسة التمويل الدولية              | 28 ديسمبر 1956       | 20 يوليو 1956     |
|             | وكالة ضمان الاستثمار متعدد الأطراف | 9 مايو 1994          | 12 أبريل 1988     |
|             | بنك التنمية الكاريبي ‏              | ?                    | ?                 |
|             | يونسكو                             | 25 نوفمبر 1946       | 4 نوفمبر 1946     |

## وصلات خارجية
- موقع وزارة الخارجية الفنزويلية
- موقع وزارة الخارجية الكندية